# 下北沢トリウッド
下北沢トリウッド（しもきたざわトリウッド）は、東京都世田谷区下北沢にある映画館（ミニシアター）。 

## 歴史
1999年12月22日に開館した。店先の看板に「Tollywood」の店名とともに“Theater for short films”と表記されているように、もとは短編映画専門の映画館として開館したが、後に長編映画も上映するようになった。
映画館名は、関根勤の「ボンベイで作られるインド映画をボリウッドと呼ぶのなら、東京ならトリウッドになる」というテレビ番組での発言を見聞した支配人が、テレビ局と関根の所属事務所の承諾を得て付けたものである。

## 特色

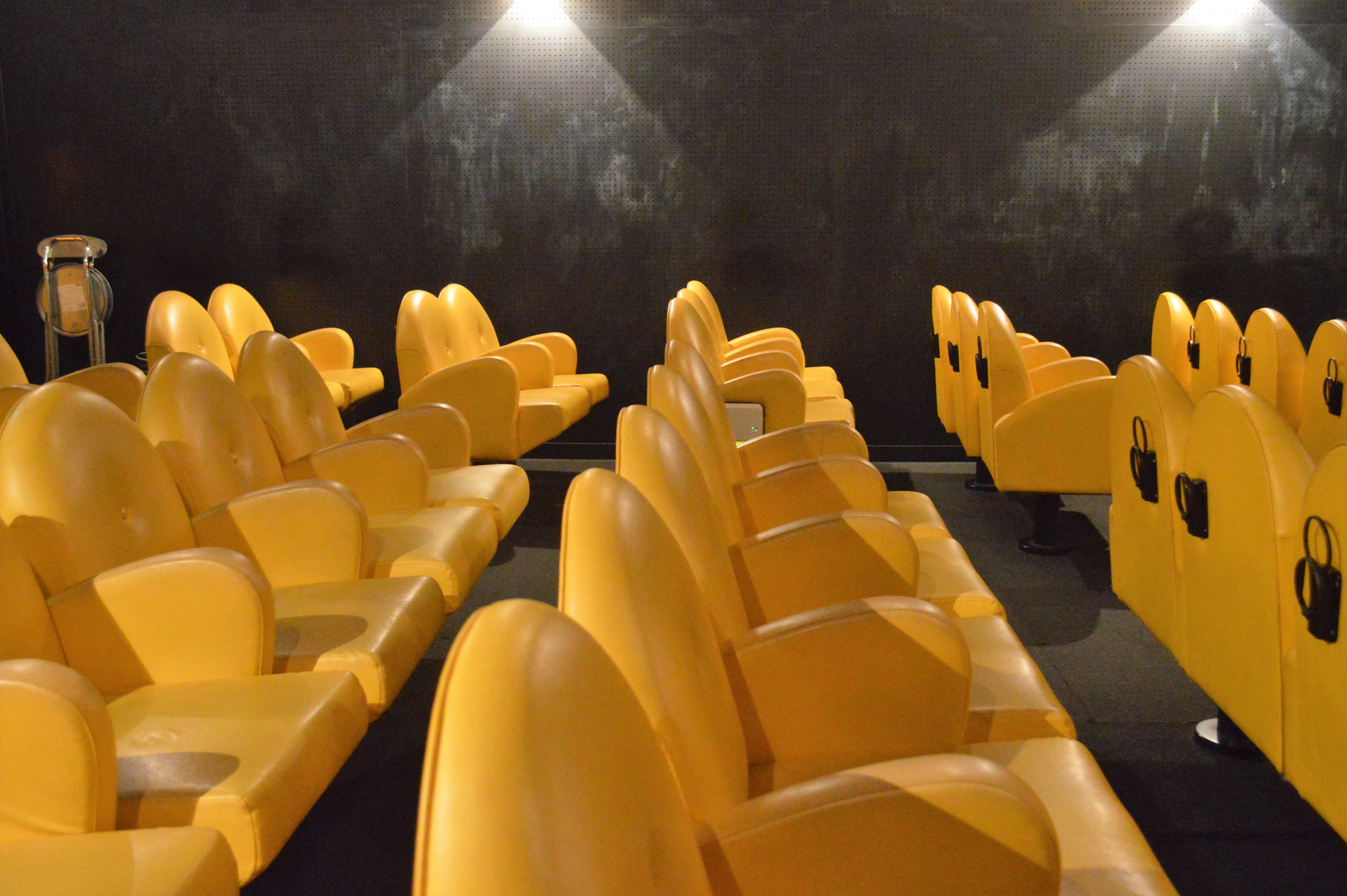
座席

座席数は47席と小規模。自主制作映画時代の新海誠をいち早く見出しており、『彼女と彼女の猫』や『ほしのこえ』を映画館としてはいずれも初めて上映している。開館当初より、スニークプレビューという持ち込み作品枠を設定しており、多くの制作者に利用されてきた。

## 制作・配給作品

### 制作・配給
- ゴーグル（2005年・櫻井剛監督）共同制作・配給
- 夏音－caonne（2006年・IZAM監督）共同制作・配給
- プライスタグ（2007年・友野祐介監督）共同制作・配給
- 劇場版 神聖かまってちゃん ロックンロールは鳴り止まないっ（2011年・入江悠監督）共同制作・配給
- お江戸のキャンディー2 ロワゾー・ドゥ・パラディ（天国の鳥）篇（2017年・広田レオナ監督）共同制作・配給
- ユートピア（2018年・伊藤峻太監督）共同制作・配給

### 配給
- はちみつ色のユン（2012年・ユン監督・ローラン・ポアロー監督）
- 虹色★ロケット（2005年・伊藤峻太監督）
- ドロステのはてで僕ら（2020年・山口淳太監督・ヨーロッパ企画）
- リバー、流れないでよ（2023年・山口淳太監督・ヨーロッパ企画）

### トリウッドスタジオプロジェクト
2006年に専門学校東京ビジュアルアーツとともに立ち上げた ｢学生による商業映画製作」がコンセプトのプロジェクト。